# Oli le Baron
Oli le Baron de son vrai nom Olivier de la Celle, est un auteur compositeur interprète et guitariste français.

## Musique
Oli le Baron commence sa carrière dans les années 1980 au sein des groupes The Fanatics et Ici Paris,. Signé en tant qu'artiste Virgin en 1987, il sort deux singles en 1987 et 1988. Il part ensuite au Japon en 1989 pour y créer le groupe « Flesh ». En 1991, il s'installe à Los Angeles et monte le groupe « Baron Jive », qui sort l'album Weird Luck en 1995. En 1996, il sort un album solo, Jive.
Parallèlement à sa carrière de chanteur, il opère comme guitariste sur les albums et tournées de Jean-Louis Aubert de 1987 à 1998.Il ouvre avec Aubert pour les Rolling Stones dans un Stade de France tout neuf en juillet 1998. Il fait plusieurs tournées avec Syl Sylvain (en), membre fondateur des New York Dolls, entre 1992 et 2001. Dans les années 1990, Oli rejoint aussi les tournées de Jad Wio à plusieurs reprises.
En 2002, il part en tournée européenne avec le groupe Alice Texas. En 2005, il rejoint la tournée « Caravane » de Raphael. Il est son guitariste jusqu'en 2009 et finit cette collaboration à Bercy.
En 2007, il intègre le groupe Le Cercle avec Richard Kolinka, Daniel Roux et Stéphane Venant jusqu'au décès de Daniel Roux en 2009. En 2019, il fonde le groupe Illicit inspiré des années 1970.

## Production et arrangements
Lors de sa collaboration avec Jad Wio, Le Baron produit les albums Monstre toi (1995) et Bortek (1997). En 1995, il participe à l'album Blonde de Guesch Patti, ainsi qu'aux deux albums suivants qu'il produit, arrange et compose en partie.
Il est producteur artistique, compositeur et arrangeur en studio et en live pour Dick Rivers de 2011 à 2014. En 2014, il travaille avec Franz Robert WILD sur son album The French House en écrivant "Unluckies" et en co-écrivant "Take That Train"
Plusieurs compositions originales d'Oli ont été produites dans la revue du Crazy Horse entre 2013 et 2015.
En 2016, il réalise et arrange l'album Wandering away de Bobby Dirninger.